# Marc Simoncini
« Simoncini » redirige ici. Pour les autres significations, voir Simoncini (homonymie).
Marc Simoncini, né le 12 mars 1963 à Marseille, est un chef d'entreprise français, fondateur d'un des premiers sites d'hébergement internet francophone en 1996, iFrance, et du site web de rencontre par internet Meetic en 2001. 
Sa fortune professionnelle est évaluée par Challenges en 2023 à 500 millions d'euros, ce qui le positionne comme la 264e fortune française.

## Biographie

### Études
Peu doué pour les études — alors que son père est ingénieur France Télécom, son frère aîné ingénieur Arts et Métiers et que sa sœur a fait un MBA de finance à Washington — Marc Simoncini redouble sa quatrième et sa première avant d'obtenir au rattrapage un baccalauréat D. Il trouve sa voie dans l'informatique en poursuivant des études à l'École Supérieure d'Informatique de Montreuil (devenue SUPINFO), d'où il sort diplômé en 1984.

### Carrière

#### Débuts dans l'entrepreneuriat
Il fonde sa première entreprise CTB — pour Communication Télématique Bourgogne —, à Dijon, spécialisée dans la fourniture de services Minitel rose).
En 1985, après la liquidation judiciaire de CTB pour défaut de paiement d'un de ses gros clients,, il crée la société SSII Opsion Innovation spécialisée en développement de solutions interactives sous UNIX. C'est à cette époque qu'il rencontre Xavier Niel, fondateur d'Iliad et client d'Opsion Innovation. 

#### Succès d' iFrance et Meetic
Lors de l'émergence d'internet, il développe en 1998 iFrance au sein d'Opsion et en fait l'un des premiers sites de communauté français à succès (devenant le deuxième hébergeur de sites, derrière Multimania), implanté dans les pays francophones (France, Suisse, Québec, Belgique) et proposant l'hébergement de pages personnelles avec un annuaire des sites, un e-mail gratuit puis un agenda. Durant l'été 1998, le fonds de capital-risque Viventures prend une participation dans iFrance pour 3 millions d'euros ; il accroît sa participation en décembre 1999. 
L'introduction en Bourse réussie de Multimania le 9 mars 2000 focalise l'intérêt des investisseurs sur les sites communautaires. Marc Simoncini reçoit des propositions de rachat de la part de Liberty Surf (propriété de Bernard Arnault à l'époque) et de Vivendi, ainsi qu'une offre partielle de TF1. En mai 2000, Marc Simoncini revend iFrance à Vivendi pour 45 millions d'euros en cash et 1 000 000 d'actions Vivendi dont 300 000 sous condition,. Intégré à VivendiNet, iFrance est bridé dans son développement et Marc quitte rapidement Vivendi[réf. souhaitée].
En novembre 2001, il crée Meetic, site web de rencontre dont il fait rapidement une référence. Le site est leader en Europe dans sa catégorie avec 28 millions de profils enregistrés depuis sa création et 28,4 % des parts de marché. Meetic s'étend dans toute l'Europe, en Chine et au Brésil puis vers le monde entier et est introduit en bourse le 13 octobre 2005 pour une valeur de plus de 500 millions d'euros ; avec 20 % des parts, Simoncini en reste l'actionnaire de référence. 
Le 19 février 2009, Meetic rachète les activités européennes de Match.com son principal concurrent, détenu par InterActiveCorp (IAC), le groupe de Barry Diller, un ancien de Vivendi Universal.
En septembre 2010, Marc Simoncini annonce qu'il souhaite vendre Meetic ; il y renonce finalement en décembre, constatant qu'aucune offre satisfaisante ne lui est parvenue. 
En août 2011, il cède à l'américain Match.com 70 % de sa participation dans le site Meetic et reste membre du conseil d'administration de la société.

#### Activités d'investisseurs
Parallèlement, Marc Simoncini développe son activité d'investisseur. Il intervient ensuite comme conseil et business angel dans diverses startups dont 1000mercis, pionner de la publicité en ligne dans les années 2000. Il est actionnaire du site de Poker en ligne Winamax depuis 2009 au moins (une controverse existe sur la date exacte).
Fin 2009, il structure sa démarche d'entrée au capital de start-ups en créant Jaïna Capital, un fonds d'investissement qui privilégie les modèles économiques novateurs. Il détient des participations dans Ifeelgoods, Made.com (en), OLX, Plyce, Winamax, Zilok, Ouicar, Jane de Boy. En qualité de business angel, Marc Simoncini compte investir dans des jeunes entreprises de l'univers high-tech.
En juin 2011, il investit 7,5 millions d'euros dans le site lentillesmoinscheres.com et annonce vouloir créer un groupe d'optique online : Sensee qui vendra des lentilles, des lunettes de soleil et des lunettes correctrices. L'ambition annoncée de Sensee est de diviser par deux le prix de l'optique en France. Le site est lancé mi-novembre 2011.
En juin 2012, il investit 2 millions d'euros dans Aztec, une société industrielle produisant des dameuses à neige, via son fonds d'investissement Jaina Capital. Il investit 7 millions d'euros supplémentaires l'année suivante pour créer le premier acteur majeur du domaine des dameuses fabriquées en France. En 2015, alors que l'entreprise ne perce pas sur le marché, Simoncini se retire et l'entreprise est revendue aux enchères en 2016,.
Le 3 décembre 2013, il organise avec Xavier Niel et Jacques-Antoine Granjon le concours #101projets : 300 jeunes de moins de 25 ans présentent leurs projets en moins de 60 secondes chacun. 101 projets seront retenus et obtiendront une dotation de 25 000 euros chacun (soit une enveloppe globale de plus de 2,5 millions d'euros).
En 2015, il crée Reborn Production et coproduit les films Arnaud fait son 2ème film d'Arnaud Viard, Neruda de Pablo Larrain avec Gael García Bernal et Georges et Mavie d'Elise Girard avec Lolita Chammah.
En 2019, il annonce avec son associé Charles-Henry Tranié le rapprochement de Jaïna Capital avec le fonds d'investissement Daphni, alors dirigé par Pierre-Yves Meerschman et Pierre-Eric Leibovici,.
En 2019, il investit 3 millions d'euros dans la start-up Angell, qui lance un modèle de vélo électrique haut-de-gamme 100 % made in France dont les premiers modèles, assemblés dans l'unité de production de Seb à Is-sur-Tille (Côte-d'Or), sont disponibles en juillet 2020,. Après avoir été contrainte de rappeler les vélos de première génération en raison d'un risque de rupture du cadre fin 2024, la marque est mise en cessation de paiement début 2025,.

## Autres activités
Le 2 mai 2011, il est nommé membre du Conseil national du numérique et quitte ses fonctions le 5 juillet 2012[réf. souhaitée].
En 2012, il participe avec Xavier Niel et Jacques-Antoine Granjon à la création par Richard Caillat de Arts Live, une société de production de spectacles,.
Le 7 mars 2018, il publie un livre autobiographique intitulé Une vie choisie,.
Depuis 2020, il participe comme juré à l'émission Qui veut être mon associé ? sur M6.

### Engagements
En septembre 2011, Marc Simoncini ouvre avec Jacques-Antoine Granjon (Vente-privee.com), Xavier Niel (FREE) et Alain Malvoisin l'École européenne des métiers de l'Internet (EEMI). Installée à Paris, la première promotion compte 140 élèves.
Il soutient Emmanuel Macron pour l'élection présidentielle française de 2017. Il considère qu'il s'agit du candidat « le plus à même de moderniser le pays ».
En décembre 2019, il participe au rachat du zoo de Pont Scorff, en Bretagne, par l'association Rewild en versant un don de 250 000 euros sur les 600 000 euros demandés. Ce rachat a pour but de transformer le zoo en centre de réhabilitation de la faune sauvage. Cette initiative très médiatisée a reçu un soutien mitigé de la communauté des parcs zoologiques, notamment dans un avis rendu par l'EAZA (Association européenne des zoos et aquariums).
En 2022, il investit aussi dans l'école d'enseignement supérieur Albert School.

### Vie privée
Père de deux enfants, il était marié à la cofondatrice de la boutique de design Serendipity. Sa fille Léa est la chanteuse Seemone.

## Publications
- Marc Simoncini, Capucine Grabby, Grandeurs et misères des stars du Net, Grasset, 2012, 257 p. (ISBN 978-2246790242)
- Marc Simoncini, Une vie choisie, Grasset, 2018, 224 p. (ISBN 978-2246753711)

## Filmographie
- 2022 : Kompromat de Jérôme Salle